# Mungonzazal Janshindulam

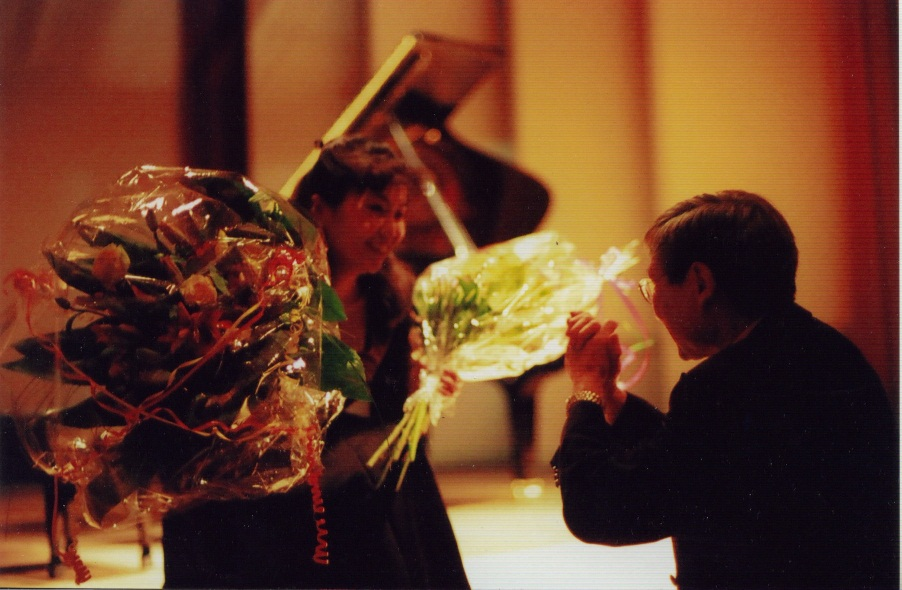
Mungo Janshindulam im Konzerthaus am Gendarmenmarkt, Berlin 2001

Mungonzazal Janshindulam (mongolisch Янжиндулмын Мөнгөнцацал, Jandschindulamyn Möngöntsatsal), auch bekannt als Mungo (* 28. November 1972 in Ulaanbaatar; † 7. November 2007 in Berlin), war eine mongolische Pianistin und Musikpädagogin. Sie war die erste Pianistin aus der Mongolei, die in Europa durch ihre außergewöhnliche Art zu spielen bekannt wurde, und mehrfache Preisträgerin internationaler Klavierwettbewerbe und Konzerte. Bis zu ihrem Tod lebte und unterrichtete sie in Düsseldorf und in Dortmund.

## Leben
In ihren frühen Jugend zeigte Mungo bereits ein großes Interesse an Musik, besonders am Klavierspiel. Als sie 8 Jahre alt wurde, brachte ihre Mutter sie in die Musik-Choreographische Schule in Ulaanbaatar, um sie zu fördern. Sie begann schon als Klavierschülerin, an bedeutenden Klavierkonzerten der Mongolei im Musiktheater und in der Staatsoper in Ulaanbaatar mitzuwirken. Außer im Klavierspielen bekam sie sehr gute Noten im Mathematik- und im Russischunterricht. Die Schule für Musik und Choreographie schloss sie mit Auszeichnung ab. Für ihre überdurchschnittlichen schulischen Leistungen wurde sie 1985 zu den XII. Weltfestspielen der Jugend und Studenten nach Moskau entsandt. Drei Jahre später bekam Mungo als Sechzehnjährige die Einladung, am Moskauer Gnessin-Institut Klavier zu studieren.
1993 wechselte sie vom Moskauer Gnessin-Institut nach Deutschland zu Richard Braun in die Hochschule für Musik in Detmold, Abteilung Dortmund, die sie 1997 erfolgreich absolvierte. Im selben Jahr setzte sie ihr Musikstudium an der Hochschule für Musik in Münster bei Weichert fort und schloss dort das Studium 2000 mit Auszeichnung ab. Gleichzeitig begann sie als Lehrassistentin bei Schmidt in einer Gesangsklasse der Hochschule für Musik in Dortmund zu unterrichten. Zusätzlich belegte sie Meisterkurse außerhalb Deutschlands: in Japan, Spanien und in vielen anderen europäischen Ländern.
Im Oktober 1996 erhielt sie einen 1. Preis als erste mongolische Pianistin überhaupt, beim 9. Kammermusikwettbewerb „Rassegna Internationale Pescara Musica“ in Pescara/Italien. Auch in den folgenden Jahren wurde ihr hohes spielerisches Können in der Presse gelobt. Zu ihren Karrierehöhepunkten zählen neben den zahlreichen Solokonzerten und als Liedbegleiter ihre Auftritte 1999 und 2001 im Konzerthaus am Gendarmenmarkt in Berlin. 2006 gab sie in diesem Konzerthaus ihre letzte Vorstellung, bei der sie mit TrioMusarto auftrat.
1999–2003 war sie Lehrassistentin an der Musikhochschule in Dortmund sowie im Madrigal-Chor der Universität in Münster als Liedbegleiterin. Seit 1999 arbeitete sie als Klavierlehrerin und Musikpädagogin am privaten Institut für Musikalische Bildung (IMB) in Dortmund.
2002–2005 erfolgte die Fortsetzung ihres Konzertexamens an der Musikhochschule Detmold.
2002 war Mungozazal Janshindulam Mitbegründerin des „Trio MusArto“, dem sie selbst den Namen gab.

## Die Mungonzazal-Stiftung
Zu Ehren der Pianistin Mungo wurde im Frühjahr 2008 die „Mungonzazal-Piano-Stiftung“ von ihrer Familie und Angehörigen in der Mongolei ins Leben gerufen. Diese Stiftung unterstützt neben allgemein wohltätigen Zwecken auch die musikalische Ausbildung von Kindern und Jugendlichen mit entsprechender Begabung.
Am 28. November jedes zweiten Jahres, zum Geburtstag der Pianistin, organisiert die Stiftung den „Mungonzazal Kammermusikwettbewerb“, der zum ersten Mal in der Mongolei stattfand. 2008 nahmen über 50 mongolische Musikstudentinnen und -studenten daran teil. In diesem Wettbewerb holten 9 Studierende den Preis mit Urkunden für die ersten, zweiten und dritten Plätze. Nach dem erfolgreichen Ablauf des Kammermusikwettbewerbs gaben die Preisträger und Teilnehmer zu Ehren Mungos ein Galakonzert in Ulaanbaatar.
Der Ablauf des Wettbewerbs und das Konzert wurden landesweit im Rundfunk und Fernsehen übertragen.

## Diskographie

### 2001
- Mozart: Sonate C-Dur KV 330(300h)
- Schumann: Davidsbündlertänze op. 6

### 2004 (TrioMusarto)
- Beethoven: Trio c-moll op. 1 Nr. 3
- Brahms: Trio C-Dur op. 87
- Gerigk: Derwischrequiem